# Hoofdwerkplaats Rail (GVB)

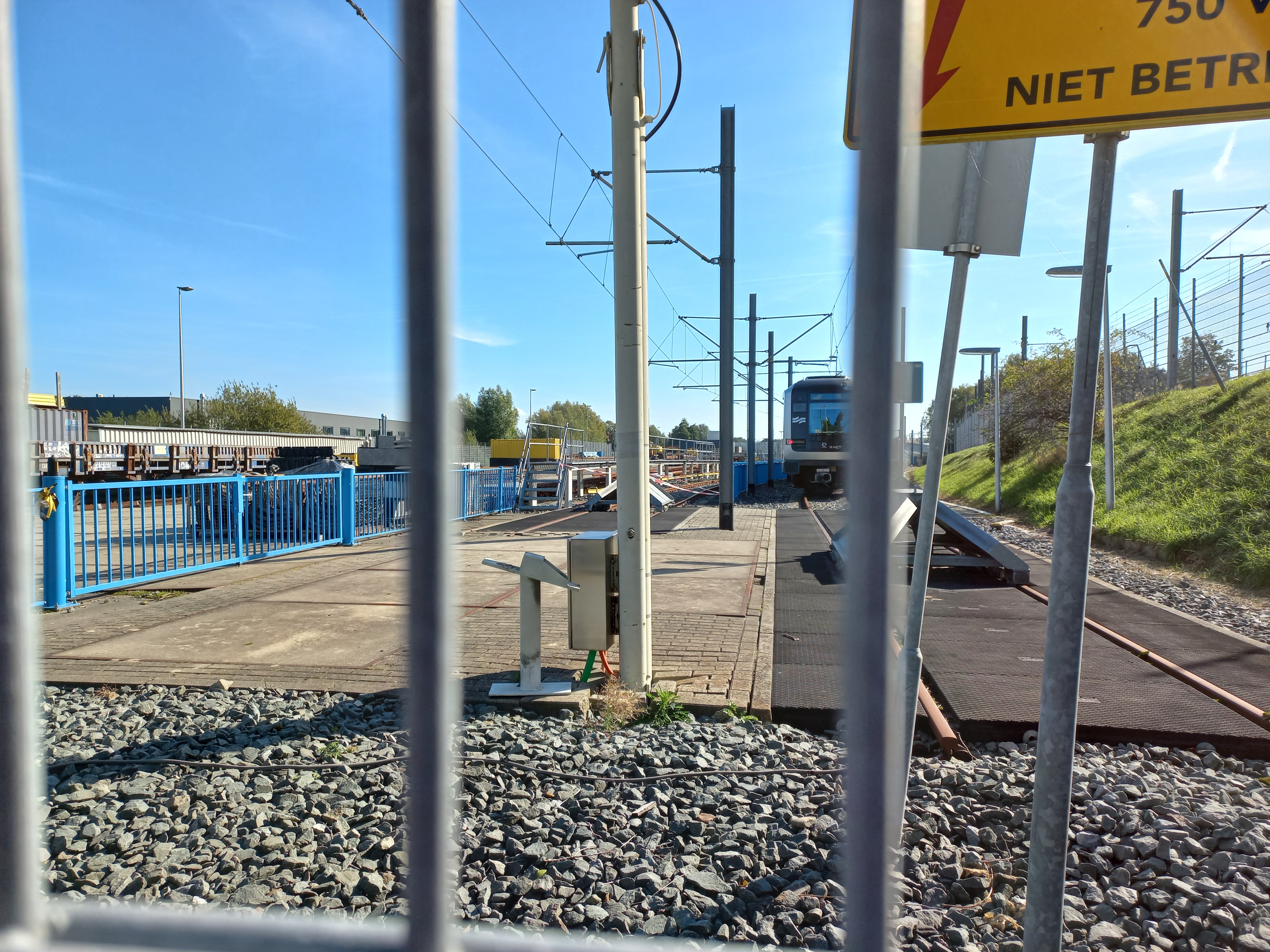
De werkplaats vanaf het Waterhoenpad, Diemen (oktober 2022)

In de Hoofdwerkplaats Rail van het GVB (vroeger Hoofdwerkplaats Tram genoemd) wordt het groot onderhoud/revisie en grote reparaties verricht aan het Amsterdamse trammaterieel en metromaterieel. Het complex is in 1996 gebouwd en in gebruik genomen ter vervanging van de verouderde Centrale Werkplaats in de uit 1902 daterende Remise Tollensstraat.
Al sinds de komst van de gelede wagens werd in de jaren zestig nagedacht over een nieuw werkplaatscomplex. Aanvankelijk werd gedacht aan het terrein van de Westergasfabriek, in 1980 aan een complex aan de Noordzeeweg en daarna aan het complex van Leonard Lang aan de Spaklerweg. Uiteindelijk koos men na dertig jaar voor het complex in Diemen-Zuid. 
De Hoofdwerkplaats Tram in Diemen-Zuid werd gebouwd naast de al sinds 1978 in gebruik zijnde lijnwerkplaats van de metro. Deze lijnwerkplaats kwam pas gereed een jaar na de opening van de metro in 1977. Tot die tijd vond het onderhoud plaats in een aantal romneyloodsen nabij metrostation Venserpolder, langs de voormalige proefbaan, en op het opstelterrein Spaklerweg.
De werkplaats is met het tramnet verbonden via een enkelsporige trambaan van ruim een kilometer lengte vanaf het eindpunt van tramlijn 19 te Diemen Sniep. Hierin bevindt zich ook de Tollensbrug over de Weespertrekvaart. Bij de aanleg gaf de gemeente Diemen geen toestemming voor het aanbrengen van bovenleiding omdat dat ontsierend zou zijn. De trams moesten met een diesellokje van het eindpunt Sniep naar de werkplaats worden gesleept, wat omslachtig was. In 2000 sloten de gemeente Amsterdam en Diemen een compromis waarbij alsnog bovenleiding kon worden aangebracht en de trams op eigen kracht naar de werkplaats konden rijden.
Om het complex bevindt zich een ringbaan waarop proefritten kunnen worden uitgevoerd, deze was al vanaf het begin van bovenleiding voorzien. Ook is er een spoorverbinding met het emplacement bij de lijnwerkplaats van de Amsterdamse metro.
In 2012 is het complex verbouwd om ook gebruikt te kunnen worden als metrowerkplaats en vormt daar nu feitelijk één geheel mee, sindsdien heet het complex 'Hoofdwerkplaats Rail', dus voor metro en tram.